# Agariste (Tochter des Kleisthenes)
Agariste (altgriechisch Ἀγαρίστη Agarístē) war die Tochter des antiken griechischen Tyrannen Kleisthenes von Sikyon.
Ihr Vater wollte sie dem tapfersten und edelsten aller Griechen zur Frau geben und rief Freier aus ganz Griechenland zu sich. Nach Lieder-, Flöten- und Tanzwettstreiten gab er Agariste dem Athener Megakles zur Frau.
Das Paar hatte mehrere Kinder, unter anderem Kleisthenes von Athen, der Attika in zehn Phylen aufteilte und die Demokratie in Athen etablierte, und Hippokrates, dessen Tochter ebenfalls Agariste hieß.